# アポロニウスの円束

青で書かれた任意のアポロニウス円は赤で書かれた共軛アポロニウス円束の任意の円と垂直に交わる。全ての赤い円が通る二点が存在し、それら二点をすべての青い円が分離する。

射影幾何学におけるアポロニウスの円全体の成す族は、根軸を共有する円束を成し、それに属するすべての円に直交する円全体もまたひとつの円束を成す。これらすべての円の族 (英: Apollonian circles) の成す直交する二つの束（円把; circle bundle, orthogonal net of circles）は双極座標系の基底を成す。古代ギリシアの著名な幾何学者ペルガのアポロニウスによって発見された。

## 定義
初めに基準とするふたつの点 C, D が与えられているところから始める。C, D に関する Apollonian circles は二つのパラメータ r, θ を持つ（一般化された）円の族で、各パラメータに対応する二つの円束に分けられる。
一つは、正の実数 r で添字付けられた族（図の(青)）で、各円は線分 CX の長さ CX の DX の長さ DX に対する比が r に等しい点 X 全体の描く軌跡 {\displaystyle \{\mathrm {X} \mid {\tfrac {d(\mathrm {X,C} )}{d(\mathrm {X,D} )}}=r\}} として与えられる。これはアポロニウスの円からなる双曲型の共軸円束—アポロニウス円束—である。r の値が 0 に近づけば r に対応する円は一点 C に近づき、r の値が ∞ に近づけば対応する円は一点 D に近づく。それらの中間にあたる r = 1 では対応する円は直線であり、ちょうど線分 CD の垂直二等分線になっている。
これらの円を軌跡として定義する等式は、一般化してより大きな重み付けられた点の集合に関するフェルマー–アポロニウスの円も定義できる。
いま一つの円束（図の(赤)）—共軛アポロニウス円束—は、角度 θ で添字付けられる楕円型円束で、各円は円周角 ∠CXD が θ に等しい点 X の軌跡 {\displaystyle \{\mathrm {X} \mid \angle CXD=\theta \}} として定義される。θ を 0 から π まで動かせば、二点 C, D を通る全ての円からなる集合が生成できる。
共軛アポロニウス円束のすべての円が通過する二点は、アポロニウス円束における円の対の極限点になっている。

## 双極座標系
各アポロニウスの円とその共軛なる円は二点で交わるから、それらが座標系（双極座標系）を定めるというためには、それらが「どちら側にある」のかを特定する方法が与えられなければならない。基点 C, D を向きまで込めて同じ角に見込む点 X の軌跡　{\displaystyle \operatorname {isopt} (\theta )=\{\mathrm {X} \mid \angle ({\overrightarrow {XC}},{\overrightarrow {XD}})=\theta +2k\pi \}} は isoptic arc (同視弧) と呼ばれる。このような弧は共軛アポロニウス円束に属する適当な円において、二点 C, D を端点とする弧であり、isopt(θ + π) と合わせて一つの円を与える（すなわち、対応する円の全体は {\textstyle \{\mathrm {X} \mid \angle ({\overrightarrow {XC}},{\overrightarrow {XD}})=\theta +k\pi \}} と書ける）。

## ふたつの円束の直交性
円に関する反転は平面上で定義された変換として、（一般化された）円をべつの円に写し、したがって円束をほかの円束に写すが、このとき束の種類は保たれる（楕円型円束の反転像はやはり楕円型であり、双曲型円束の反転像は双曲型、同様に抛物型の反転像は抛物型の円束を与える）。
アポロニウスのふたつの円束が垂直に交わる（直角を成す）ことは、円に関する反転を用いれば比較的見易い:
アポロニウス円束を、点 C を中心とする円に関して反転すると、点 D の反転像を中心とする同心円束に写る。それと同時に、共軛アポロニウス円束は D の反転像を基点とする直線束に写る。
したがって、この反転変換によって、Apollonian circles の定める双極座標系は極座標系に写ることになる。変換後のふたつの束が直交することは明らかであり、また反転は等角写像—すなわち変換の前後で角度を保つ変換—であるから、もとのふたつの円束も互いに直角に交わることがわかる。
あるいは別の方法として、ふたつの円束の直交性を根軸の定義性質—一つの束 P の根軸上の任意の点 X から P に属する任意の円への接線の長さは全て等しい—から知ることもできる。X を中心としそれら接線の長さに等しい半径を持つ円は、P に属するすべての円と垂直に交わることが、この定義性質から従う。根軸上の点すべてで同じことを行えば P に直交する円からなる円束が得られる。
より一般に、任意の円束に対して、それに属するすべての円と直交する円全てからなる円束が一意に存在する—そのような二つの円束は互いに共軛であるという 。与えられた円束が楕円型ならばその共軛円束は双曲型であり、逆もまた然り—この場合においてそれら二つの円束は Apollonian circles を成す。抛物型円束の共軛円束はまた抛物型である—この共軛円束は、その共通接点はもとの円束のそれと一致するが、共通接線はもとの円束のそれと共通接点において直交する。

## 注